# Komárom-Esztergom
Komárom-Esztergom [ˈkomaːrom ˈɛstɛrɡom]IPA je župa v severním Maďarsku při Dunaji. Má asi 300 tisíc obyvatel a hlavním městem je Tatabánya. Sousedí na severu se Slovenskem, na západě se župou Győr-Moson-Sopron, na jihozápadě krátce se župou Veszprém, na jihu Fejér a na východě s Pešťskou župou. Komárom-Esztergom je plošně nejmenší maďarská župa a patří k nejhustěji zalidněným.

## Historie
Území župy Komárom-Esztergom zahrnuje maďarské pozůstatky někdejších uherských žup Komárom a Esztergom, jejichž části severně od Dunaje patří dnes Slovensku. Dnešní podoba župy pochází z administrativní reformy roku 1950, kdy také bylo sídlo župy umístěno do nově vzniklého hornického města Tatabánya. V letech 1950–1990 se župa jmenovala pouze Komárom.

## Přírodní poměry
Župa leží v místech, kde se Zadunajské středohoří přibližuje k Dunaji, je tedy poměrně kopcovitá. Zasahují sem pohoří Bakoňský les, Vertéšské vrchy, Gerecse a na východě Piliš. Severozápad župy je rovinatý (Malá dunajská kotlina). Hlavní řekou je po severní hranici tekoucí Dunaj, do nějž se zde vlévají např. Concó, Által-ér a Szendi-ér.

## Doprava
Silniční tepnou župy je dálnice M1 na trase Budapešť–Győr–Vídeň (E60) / Bratislava (E75). Podél ní vede státní silnice č. 1 a paralelně kolem Ostřihomi silnice č. 10. Podobně jsou trasovány i železnice, které mají hlavní uzel ve městě Komárom.

## Okresy
Župa Komárom-Esztergom se dělí na 7 okresů, které jsou pojmenovány podle správních center.
| Název okresu    | Správní centrum | Rozloha(km²) | Počet obyvatel (1. 1. 2007) | Počet sídel |
| --------------- | --------------- | ------------ | --------------------------- | ----------- |
| Okres Dorog     | Dorog           | 232,45       | 40 392                      | 15          |
| Okres Esztergom | Esztergom       | 304,86       | 56 259                      | 9           |
| Okres Kisbér    | Kisbér          | 510,77       | 21 090                      | 17          |
| Okres Komárom   | Komárom         | 379,04       | 41 065                      | 9           |
| Okres Oroszlány | Oroszlány       | 199,36       | 27 414                      | 6           |
| Okres Tata      | Tata            | 306,69       | 40 314                      | 10          |
| Okres Tatabánya | Tatabánya       | 331,70       | 88 502                      | 10          |

## Sídla

### Města

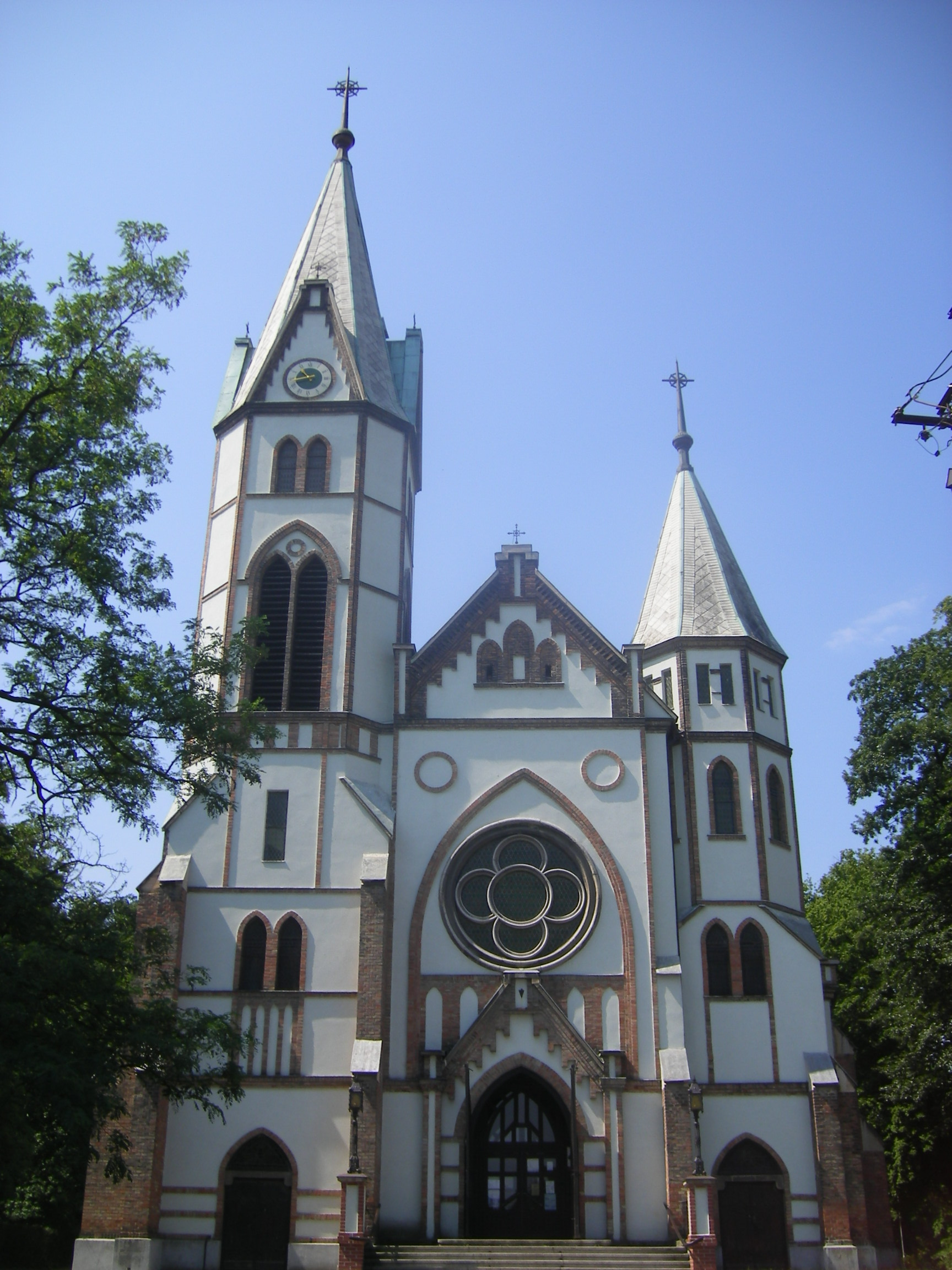
Tatabánya

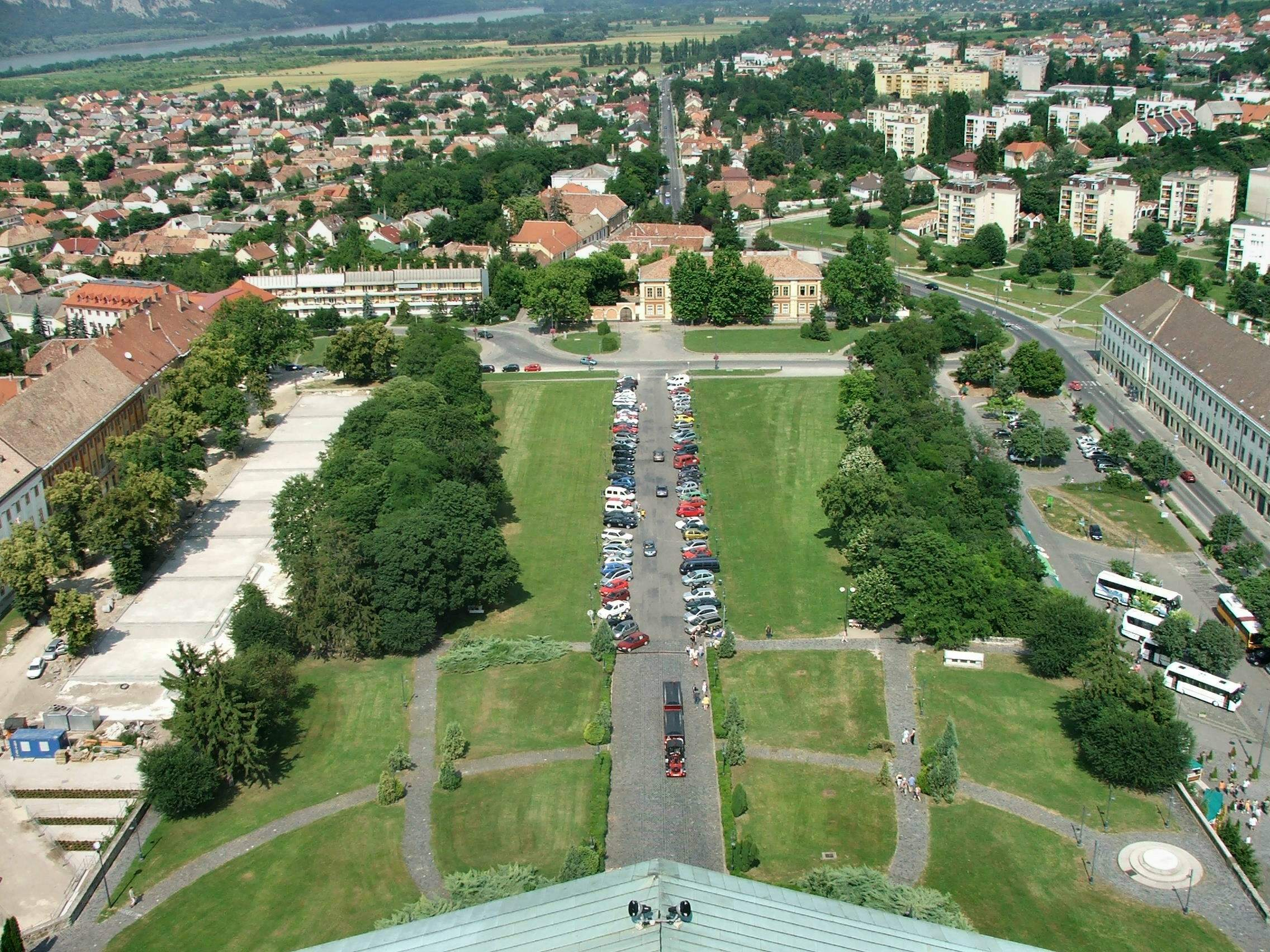
Esztergom

- Tatabánya
- Esztergom
- Tata
- Komárom
- Oroszlány
- Dorog
- Nyergesújfalu
- Ács
- Kisbér
- Lábatlan
- Bábolna

### Obce

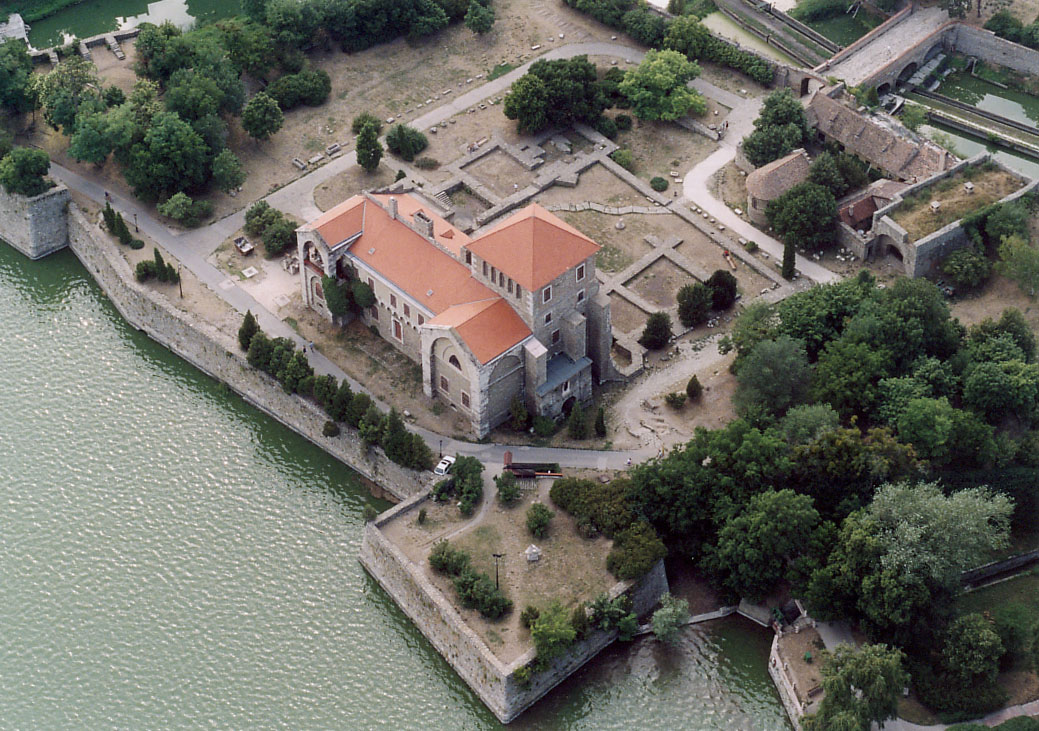
Tata

| - Aka - Almásfüzitő - Annavölgy - Ácsteszér - Ászár - Baj - Bajna - Bajót - Bakonybánk - Bakonysárkány - Bakonyszombathely - Bana - Bársonyos - Bokod - Csatka - Császár | - Csém - Csép - Csolnok - Dad - Dág - Dömös - Dunaalmás - Dunaszentmiklós - Epöl - Ete - Gyermely - Héreg - Kecskéd - Kerékteleki - Kesztölc - Kisigmánd | - Kocs - Kömlőd - Környe - Leányvár - Máriahalom - Mocsa - Mogyorósbánya - Nagyigmánd - Nagysáp - Naszály - Neszmély - Piliscsév - Pilismarót - Réde - Sárisáp - Súr | - Süttő - Szákszend - Szomód - Szomor - Tardos - Tarján - Tárkány - Tát - Tokod - Tokodaltáró - Úny - Várgesztes - Vérteskethely - Vértessomló - Vértesszőlős - Vértestolna |

## Partnerské správní oblasti
- Střední Lothian ve Skotsku